# Recinto amurallado y ampliación abaluartada siglo XVII (Traiguera)
Los restos de la muralla de Traiguera, en la comarca del Bajo Maestrazgo, y su ampliación abaluartada del siglo XVII, diseminados a lo largo del núcleo más antiguo de la población, se encuentran catalogados, de manera genérica, como Bien de Interés Cultural, con anotación ministerial R-I-51-0011155, y fecha de anotación: 4 de marzo de 2004.

## Historia
El origen de la villa está en un pequeño asentamiento íbero perteneciente a la Ilercavonia. Cuenta la leyenda que de estas tierras es originario el Caudillo Mandonio, conocido más tarde como el “Viriato del Maestrazgo”, por haberse rebelado con las tribus ilercavonas contra el general romano Escipión.
La villa quedó más tarde totalmente romanizada y conserva restos de la época romana. Luego fue islamizada para ser conquistada por Jaime I de Aragón en el siglo XIII, pasando a manos, primero de la orden de los Hospitalarios, y luego de la de Montesa ya entrado el siglo XIV.
La villa fue sede de tres convocatorias a Cortes del Reino de Valencia (1411, 1421 y 1429) y tuvo un gran desarrollo económico en el siglo XVI, gracias a la agricultura y el comercio. La villa fue protagonista de enfrentamientos de la guerra de Sucesión (siglo XVIII), de los acontecidos contra los franceses durante su invasión y en las tres guerras carlistas del siglo XIX.
La villa orientada al sur se adapta a la orografía del terreno en el que se asienta. Por la zona sur la inclinación del terreno le sirve de protección, mientras que en el norte el espolón la conseguía con restos de la muralla medieval y del portal de acceso al recinto amurallado datado de los siglos XIII-XIV.
El primer recinto amurallado de Traiguera es de época medieval, existiendo documentación de la preocupación de diferentes maestres de la orden de Montesa, como Fray Pedro de Thous y Fray Berenguer March en 1371, 1374 y 1375, o Fray Romeu de Corbera en 1411, por reforzar las murallas y alzar los muros de la villa al menos unos seis palmos más y aumentar su grosor en ocho palmos sobre los preexistentes. Más tarde, se inicia un proceso de fortificación de la frontera del Reino de Valencia con Cataluña (durante el conflicto de la Guerra de los Segadores) , a partir de 1640, y puede documentarse que el nuevo recinto amurallado abaluartado para Traiguera fue sufragado por villas y ciudades de todo el reino por petición del rey.

## Descripción
Se trata de una muralla de fábrica de mampostería, sillería y sillarejo; de planta irregular de la que se conservan solamente una portada y media sillería sin matacán, pero con los goznes para las puertas de madera. También presenta cuatro contrafuertes de sillarejo en le tramo de la zona este.
Las obras de fortificación de Traiguera estuvieron a cargo del ingeniero Francisco de Isasi, conservándose en el archivo de Simancas los planos de esta fortificación, y en uno de ellos puede observarse el trazado de la muralla medieval el cual disponía de ocho torres. Para la nueva fortaleza solo se aprovecharon dos tramos del viejo recinto amurallado. La nueva fortificación debía ser un infranqueable conjunto amurallado con un total de nueve baluartes, de los que cinco estaban en el polígono interior y cuatro aislados en el exterior, con forma de estrella rodeando completamente Traiguera.
Actualmente como resto único de la muralla medieval está el conocido como “Portalet”, un acceso al recinto amurallado datado del siglo XIV. El muro tenía 6 palmos de grosor y 30 de altura, con almenas defensivas superiores. Fue restaurado por la Escuela Taller y en la misma calle pueden contemplarse otras muestras de fortificaciones de diferentes épocas.
La Portella es otro acceso al recinto amurallado de Traiguera. En ella se produce la superposición de los trazados de la muralla medieval y de las fortificaciones modernas.
Por su parte los restos del bastión de las fortificaciones modernas de Traiguera, proyectadas por Francisco de Isasi, se encuentran en la zona nororiental.
En abril de 2014 la Comisión de Cultura de las Cortes Valencianas aprobó la iniciativa parlamentaria defendida por el diputado Juan Soto (PSPV), para realizar obras urgentes en el recinto amurallado de Traiguera.